# Kolligation
Kolligation (lateinisch colligatio; „Verknüpfung“) ist ein Begriff der Sprachwissenschaft. Eine Kolligation liegt vor, wenn ein Homonym in einem Text unmittelbar wiederholt und dabei in mehr als einem seiner Bedeutungsaspekte verwendet wird.

## Beispiele
- Die Zwischenrufe hörten auf und die Parlamentarier zu (Zeugma und Kolligation).
- Im zweiten Band spricht er von der Liebe als einem einigenden Band.
- Da brach er durch die Decke und in die Worte aus:
- Der Zug ist am Zug.
- Zuerst schlug er die Scheibe und dann den Weg nach Hause ein.
- Der Richter richtete, nachdem der Anwalt sich an den Zeugen richtete (Figura etymologica und Kolligation).